# Министерство экономики, инноваций и развития Португалии
Министерство экономики, инноваций и развития Португалии отвечает за управление делами, связанные с португальской экономикой, особенно в отраслях промышленности, энергетики, торговли, туризма и услуг

## Организационная структура
Министерство возглавляет министр экономики, инноваций и развития, ему помогают три государственных секретаря.
- Министр экономики, инноваций и развития
- Генеральный директорат по вопросам энергетики и геологии
- Комиссия по чрезвычайному планированию энергетики
- Генеральный директорат по вопросам экономической деятельности
- Региональные управления экономики
- Госсекретарь промышленности и инноваций
- Институт по поддержке малого и среднего предпринимательства и инвестиций
- Агентство инвестиций и внешней торговли Португалии
- Португальский Институт качества
- Национальная лаборатория энергетики и геологии
- Антимонопольное ведомство
- Комиссия по оценке и мониторингу проекта "Национальный интерес"
- Управление Стратегии и исследований
- Бюро управления программой стимулирования модернизации экономики
- Государственный секретарь по вопросам торговли, услуг и защиты прав потребителей
- Генеральный секретариат министерства экономики, инноваций и развития
- Генеральный директорат по вопросам потребителей
- Национальный совет по защите прав потребителей
- Комиссия по наложению штрафов по экономическим вопросам и рекламе
- Комиссия безопасности и бытового обслуживания
- Государственный секретарь по туризму